# خردادگان
جشن خُردادگان به پاسداشت آب و آبادانی برگزار می‌شود. این جشن در روز خرداد، ششمین روز از ماه خرداد، که سومین ماه سال است، برگزار می‌گردد. روز خرداد در این جشن نمادی از کمال و فرازمندی در ایران باستان بوده است. همچنین، در آموزه‌های زرتشتی، که به روز خرداد و امشاسپند خرداد ارتباط دارد، به شادمانی دل و پاکیزگی تن تأکید می‌شود. از مردم خواسته می‌شود که گیتی را با چشم نیکو بنگرند، از اهورامزدا سپاسگزار باشند و آب را که منبع آبادانی است، همیشه پاک نگه دارند.
 

## خردادگان از دیدگاه اساطیری
برهان قاطع: «خرداد نام روز ششم از هر ماه شمسی را گویند. و در خرداد روز از خرداد ماه که نام ماه و روز با هم موافق باشد، پارسیان آن روز را جشن و عید نمایند و آن را جشن خردادگان نامند. نیک است در این روز، طلب حاجات و زن خواستن.» به نقلی از شاهنامه فردوسی، فریدون این روز را به فال نیک گرفت و با سپاهیان بسیار به جنگ ضحاک بیرون شد.

## انگیزه برگزاری
فرخندگی هم نامی روز و ماه به نام امشاسپند خرداد و بزرگداشت جایگاه آن در اندیشه ایرانیان.

## مفهوم امشاسپند خرداد
خرداد در اوستا «هـَئوروَتات» و در پهلوی «خُردات» یا «هُردات» به معنی رسایی و کمال است که در گات‌ها یکی از فروزه‌های اهورا مزدا و در اوستای نو نام یکی از هفت امشاسپند و نماد رسایی اهورا مزدا است. خرداد، امشاسپند بانویی است که نگهداری از آب‌ها در این جهان خویشکاری اوست و کسان را در چیرگی بر تشنگی یاری می‌کند از این روی در سنت، به هنگام نوشیدن آب از او به نیکی یاد می‌شود. در گات‌ها، از خرداد و امرداد پیوسته در کنار یکدیگر یاد می‌شود و در اوستای نو نیز این دو امشاسپند، پاسدارنده آب‌ها و گیاهان اند که به یاری مردمان می‌آیند و تشنگی و گرسنگی را شکست می‌دهند. در یسنا، هات ۴۷، آمده‌است که اهورامزدا رسایی خرداد و جاودانگی امرداد را به کسی خواهد بخشید که اندیشه و گفتار و کردارش برابر آیین راستی است.

## امشاسپند خرداد در متن‌های کهن
چهارمین یشت از یشت‌های بیست و یک‌گانه اوستا، ویژه ستایش و نیایش امشاسپند بانو خرداد است که در آن یشت از زبان اهورا مزدا یادآور می‌شود که «... یاری و رستگاری و رامش و بهروزی خرداد را برای مردمان اشون بیافریدم…» و سپس تأکید می‌شود هر آن کس که خرداد را بستاید همانند آن است که همه امشاسپندان را ستایش کرده‌است.
در بندهش نیز دربارهٔ خرداد آمده‌است: «... ششم از مینویان، خرداد است؛ او از آفرینش گیتی آب را به خویش پذیرفت..»، «... خرداد سرور سال‌ها و ماه‌ها و روزهاست [یعنی] که او سرور همه‌است. او را به گیتی، آب خویش است. چنین گوید: هستی، زایش و پرورش همه موجودات مادی جهان از آب است و زمین را نیز آبادانی از اوست…»

## گل ویژه جشن خردادگان
در کتاب بندهش از گل سوسن به عنوان گل ویژه امشاسپند بانو «خُرداد» نام برده شده‌است: «... این را نیز گوید که هر گلی از آنِ امشاسپندی است؛ و باشد که گوید: … سوسن خرداد را، ..» که بر این بنیان بهترین نماد برای جشن خردادگان گل سوسن است. معروف‌ترین نمونه‌های گل سوسن نزد ایرانیان سوسن سپید Lilium candidum یا سوسن آزاد است که به نام سوسن ده زبان یا سوسن گل دراز نیز شناخته می‌شود، همچنین یکی دیگر از گونه‌های نادر گل سوسن که بومی برخی مناطق شمالی ایران است، سوسن چلچراغ Lilium lederbourii نام گرفته‌است. در متن پهلوی «خسرو قبادان و ریدکی» بوی گل سوسن سپید، چون «بوی دوستی» توصیف شده‌است.

## آیین‌های جشن خردادگان
یکی از مهم‌ترین آیین‌های روز خرداد که در جشن خرادگان پررنگ تر می‌شود، رفتن به سرچشمه‌ها یا کنار دریاها و رودها، تن شویی در آب و خواندن نیایش‌های ویژه این روز همراه با شادی و سرور در کنار خانواده و دوستان بوده‌است.
نمونه‌ای از سنت‌های رایج در این روز را می‌توان از سروده «دستور داراب پالن» موبد بزرگ پارسی در منظومه «فرضیات نامه» برداشت نمود که از آیین‌های ویژه خرداد روز به «تن شویی» و «کندن چاه» و «نو کردن کاریز» اشاره می‌کند و در همین مورد در متن پهلوی «اندرز انوشه روان آذرپاد مهر اسپندان» یادآوری شده که «در خرداد روز جوی کن».
بر این پایه، در این روز توجه‌ای ویژه می‌شده به نگهداری و نوسازی جای‌هایی که آب از آن‌ها سرچشمه می‌گیرد و در آنجا جاری می‌شود چون چشمه‌ها، چاه‌ها، جوی‌ها، کاریزها و رودها که با آب زندگی بخش خود، ادامه زندگی را در این کره خاکی برای زیستمندان امکان‌پذیر می‌کنند.